# Jaciment arqueològic de Palheirões do Alegra
El jaciment arqueològic de Palheirões do Alegra és una zona on aparegueren vestigis del període Mesolític, situat a la freguesia de Sâo Teotónio, al municipi d'Odemira, al Baix Alentejo, a Portugal.

## Descripció i història
El jaciment se situa a la costa atlàntica, a prop de 3 km de la desembocadura del riu Mira. És probablement la major concentració de vestigis de la cultura de Mira, del Mesolític, i ha estat ocupada al llarg de diverses fases. S'hi descobriren diversos fons de cabana i divuit estructures de combustió: aquestes darreres eren semblants a altres identificades en diversos llocs del riu Mira al llarg de la costa alentejana, com ara les de Medo Tojeiro i Foz dos Ouriços.
També s'hi replegà un vast elenc, compost per milers de peces lítiques, la major part de grauvaca. El dipositari en fou el Museu Nacional d'Arqueologia, de Lisboa. D'acord amb datació absoluta, la troballa s'integra en el període boreal. Aquest jaciment fou considerat com un dels principals tallers de talla de la zona, i s'hi han trobat utensilis macrolítics, i un petit nombre de destrals i altres microlítics de sílex, probablement de tradició magdaleniana, que situen d'aquesta forma una cronologia en els principis de la fase postglacial. Aquesta teoria ha estat confirmada per proves de radiocarboni, que donaren el resultat d'ICEN -136,8400±70BP.
Cap al sud hi ha l'estació arqueològica Palheirão do Alegra 2, corresponent al límit de l'ocupació de Palheirões do Alegra.
Les primeres recerques s'hi feren l'estiu de 1978, com a part d'un programa de prospecció sistemàtica de la costa atlàntica entre Porto Covo i la Punta de Sagres, per trobar possibles jaciments de la cultura de Mira. Els vestigis a Palheirões do Alegra es trobaren a causa dels efectes de l'erosió eòlica. El 1985 es feu l'aixecament del jaciment i se'n registraren i replegaren peces lítiques, i l'any següent s'identificaren sis capes, una d'aquestes corresponent al nivell arqueològic. El 1987 s'hi obriren més valls i una excavació en superfície junt al tall 3, que havia estat oberta el 1986, per conéixer la distribució espacial i les bosses d'arena fosca, corresponents a l'estructures de combustió.
El 1995 es reprengueren els treballs d'aixecament del jaciment, com a part del programa d'Aixecament Arqueològic del Municipi d'Odemira, i el 1998 se'n feu una nova prospecció, en l'àmbit del Pla Nacional de Treballs Arqueològics.